# William Francis Bartlett

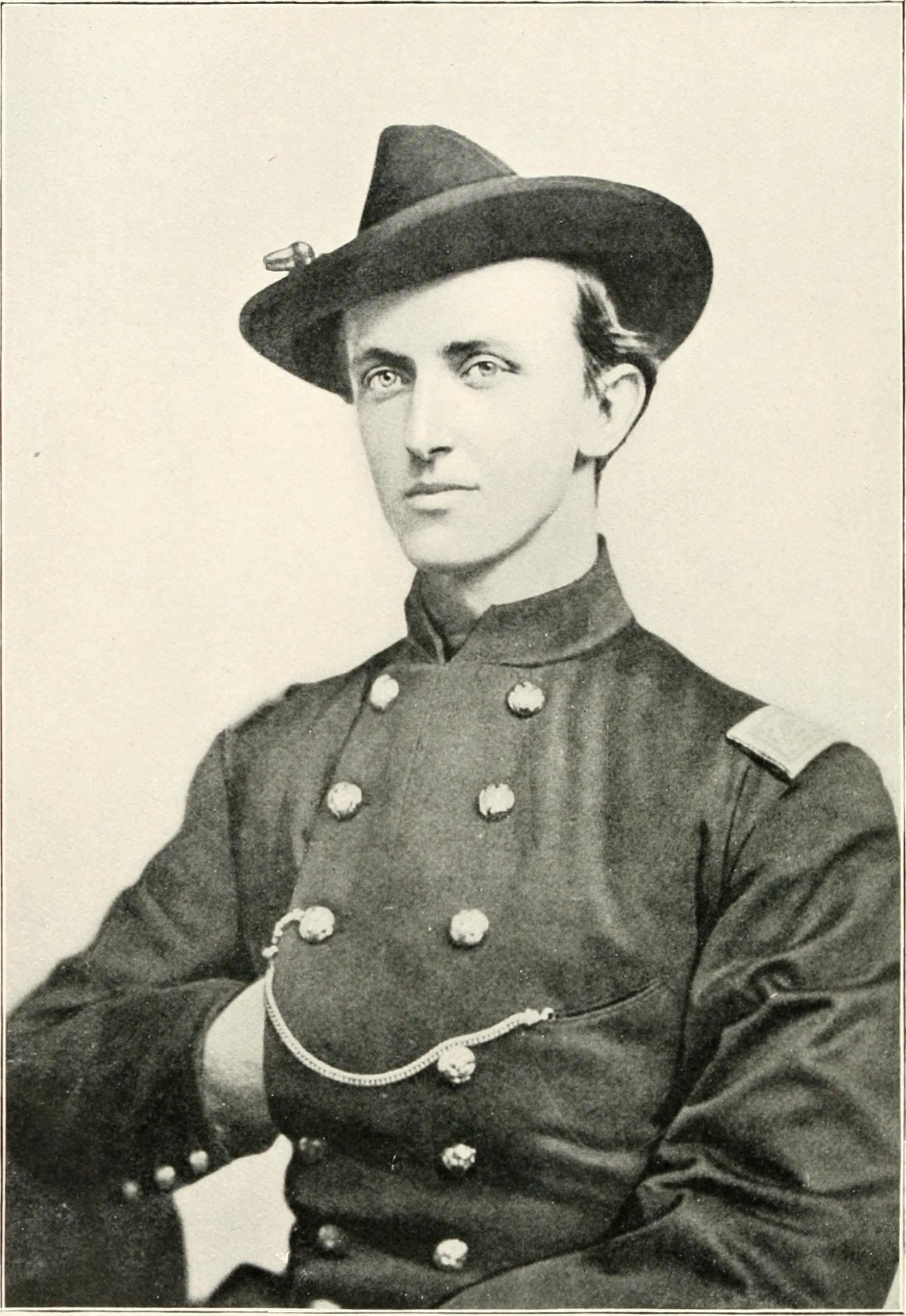
William F. Bartlett

William Francis Bartlett (* 6. Juni 1840 in Haverhill, Massachusetts; † 17. Dezember 1876 in Pittsfield, Massachusetts) war General des Unionsheeres im Amerikanischen Bürgerkrieg.

## Leben
Bartlett besuchte die Harvard University und meldete sich bei Ausbruch des amerikanischen Bürgerkrieges freiwillig; er wurde Soldat im 20. Massachusetts-Infanterie-Regiment und später zu einem der Kompaniechefs dieses Regiments gewählt und zum Hauptmann befördert. Im Frühjahr 1862 verlor er bei Yorktown, Virginia ein Bein, erholte sich aber schnell und konnte sogar noch seinen Abschluss in Harvard machen. 
Im November wurde er zum Kommandeur des 49. Massachusetts-Infanterie-Regiments ernannt und zum Oberst befördert.
Das Regiment nahm an der Belagerung von Port Hudson in Louisiana teil. Dabei wurde Bartlett zweimal verwundet, was zur Folge hatte, dass er während der Kämpfe immer auf einem Pferd sitzen musste.
1864 stellte er das 57. Massachusetts-Infanterie-Regiment und führte es in der Schlacht in der Wilderness, wo er wiederum verwundet wurde. 
Im Juni 1864 wurde er zum Brigadegeneral befördert und geriet während der Kraterschlacht in Gefangenschaft und wurde im Libby-Gefängnis untergebracht. 
Nach seinem Austausch blieb Bartlett bis zum Juni 1865 dienstunfähig. Nachdem seine Gesundheit wiederhergestellt war, erhielt er das Kommando über die 1. Division des IX. Korps.
Nach dem Krieg verblieb Bartlett bis zum 18. Juli 1866 im Heer. Danach leitete Bartlett verschiedene Stahlwerke; die herausragendste Stelle war dabei die Leitung der Tredegar Iron Works in Richmond, Virginia.
William Francis Bartlett inspirierte Francis Bret Harte zu einem Gedicht (siehe Weblink).